# L'Informé
L'Informé est un journal d'investigation d’information économique et financière, créé en 2022 et publié sur Internet.

## Histoire
L'Informé est fondé fin octobre 2022 par Gilles Tanguy, ancien rédacteur en chef du site Web du magazine Capital et ancien directeur numérique de Prisma Media. 
À la suite de l'acquisition en juin 2021 du groupe Prisma par Vivendi, 160 journalistes sur 550 que compte le groupe font valoir leur clause de cession et quittent Prisma Media. Gilles Tanguy fonde L'Informé et embauche notamment d'anciens journalistes de Capital.
En septembre 2024, Bernard Arnault, PDG de LVMH, intègre le titre dans une liste de sept médias auxquels les dirigeants du groupe ont une interdiction absolue de parler sous peine de licenciement,.

## Ligne éditoriale
La ligne éditoriale de L'Informé croise des informations grand public, régulièrement reprises par la presse, avec des scoops sur le monde des affaires.

## Organisation interne

### Actionnariat
Le capital de L'Informé est détenu à 61 % par Gilles Tanguy, à 34 % par la Société des journalistes du journal et 5 % est possédé par l'homme d'affaires Xavier Niel, via sa holding NJJ Medias. Xavier Niel soutient le lancement du journal, en étant son unique investisseur.
La rédaction souligne son indépendance en inaugurant le média avec une enquête sur Free, qui appartient à Xavier Niel,. La société a choisi de calquer ses statuts et garde-fous sur ceux du Monde, afin de protéger la ligne éditoriale.

### Direction
Le directeur de la rédaction est Gilles Tanguy, fondateur de L'Informé. La rédactrice en chef est Claire Bader.

### Journalistes
L'Informé compte plusieurs anciens journalistes de Capital, dont Claire Bader, Jamal Henni ou Emmanuel Paquette. Marc Rees, ancien rédacteur en chef de NextInpact, travaille à L'Informé.
La rédaction est hébergée dans les locaux du groupe Le Monde, qui appartient également à Xavier Niel.
En 2025, le média compte 16 journalistes en CDI.

## Activités
En mars 2025, L'Informé revendique 5 300 abonnés.
Le journal est intégralement sans publicité et uniquement accessible sur abonnement.